# Viktor Kostîrko
Viktor Kostîrko (în rusă Виктор Иванович Костырко) (n. 24 mai 1948, orașul Komsomolsk-na-Amure, Ținutul Habarovsk, Federația Rusă) este un om politic al auto-proclamatei Republici Moldovenești Nistrene, care îndeplinește în prezent funcția de primar al municipiului Tiraspol.

## Biografie
Viktor Kostîrko s-a născut la data de 24 mai 1948, în orașul Komsomolsk-na-Amure din Ținutul Habarovsk (aflat în Federația Rusă), într-o familie de etnie ucraineană. A absolvit Institutul Politehnic din Odessa în anul 1977, obținând diploma de inginer mecanic.
Începând din anul 1966, a condus un club rural din satul Popovka din regiunea Konotop (RSS Ucraineană). În anul 1971 devine instalator. maistru și apoi secretar al Comitetului Comsomol al Fabricii de echipament electric din orașul Tiraspol. După absolvirea facultății, este trecut din 1978 la munca de partid. Între anii 1978-1982 este deputat al poporului în Sovietul orășenesc din Tiraspol. În anul 1981 este numit director adjunct cu probleme de producție-desfacere al Uzinei de mașini de turnătorie "S.M. Kirov" din Tiraspol, producătoare de utilaj greu pentru industria metalurgică.
Este transferat apoi pe posturile de inginer șef - adjunct și secretar al Comitetului de Partid de la Mina și Combinatul Metalurgic din orașul Norilsk (din 1983), președinte al Comitetului orășenesc de Control de Partid din același oraș, secretar II și secretar al Comitetului de Partid de la Mina și Combinatul Metalurgic din orașul Norilsk (din 1989). În perioada 1986-1990 a fost deputat în Sovietul orășenesc din Norilsk.
În anul 1990, Kostîrko devine director adjunct al companiei "Нетон". Revenit în Transnistria, el este numit în 1993 ca vicepreședinte al societății de asigurări de stat a autoproclamatei Republici Moldovenești Nistrene. Începând din anul 1995 lucrează ca director adjunct și director al "Energoresurs" (Энергоресурс), apoi locțiitor al directorului general al companiei de stat "Dnestrenergo" (Днестрэнерго).
În februarie 2002, Viktor Kostîrko este numit șef al Administrației de Stat (primar) a municipiului Tiraspol. A fost confirmat în această funcție în ianuarie 2007. Este considerat un aliat politic al președintelui Igor Smirnov.
În anul 2005, Uniunea Europeană l-a inclus pe o listă a transnistrenilor cărora li s-a interzis călătoria în spațiul UE, fiind considerat răspunzător de conceperea și punerea în practică a campaniei de intimidare și închidere a școlilor moldovene cu grafie latină din regiunea Transnistria din Republica Moldova . La data de 25 februarie 2008, pe baza reexaminării Poziției comune 2004/179/PESC, Uniunea Europeană i-a menținut această interdicție .
Viktor Kostîrko a fost decorat cu următoarele distincții: Ordinul "Gloria muncii", Medalia "Pentru muncă susținută", medalii aniversare etc. Are cetățenia rusă și pașaport rusesc. Este căsătorit și are doi copii majori.